# 개념실재론
개념실재론(槪念實在論)은 보편(普遍)이 정말로 있다고 하는 설이다. 보편이란 이성을 위주로 사고하는 것의 대상(對象)으로, 실념론(實念論)은 그 한 예이다. 그러한 것은 없으며 단순한 이름에 불과하다는 것이 유명론(唯名論)이다.